# Xucla

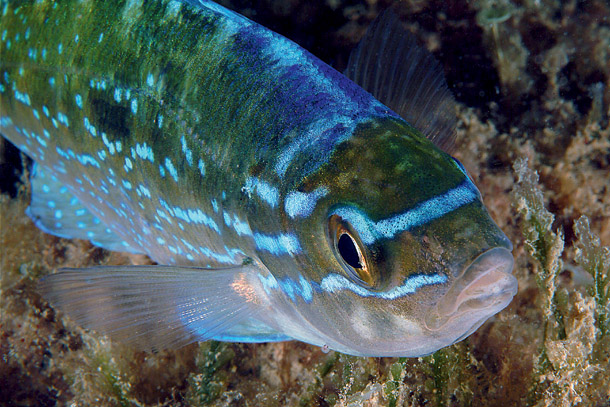
Exemplar mascle fotografiat a la Toscana (Itàlia).

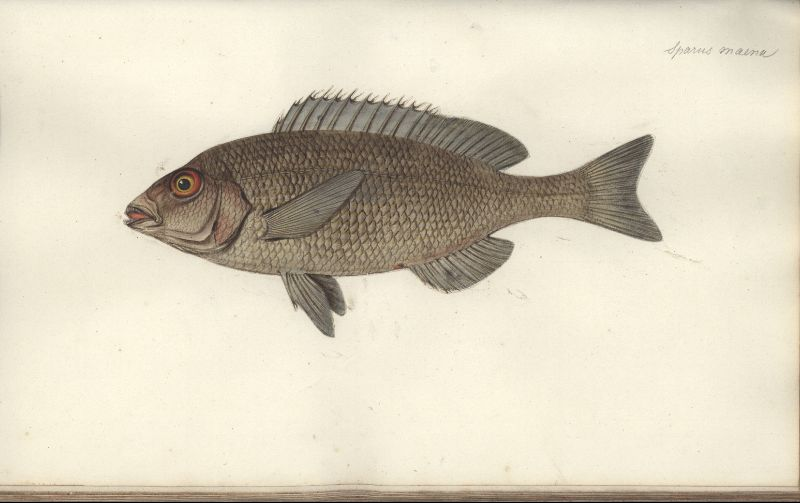

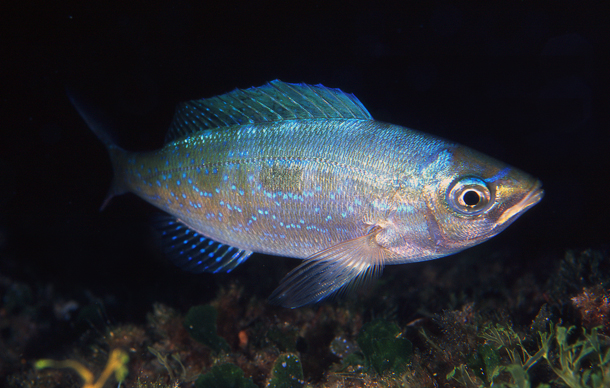
Exemplar femella fotografiat a la Toscana.

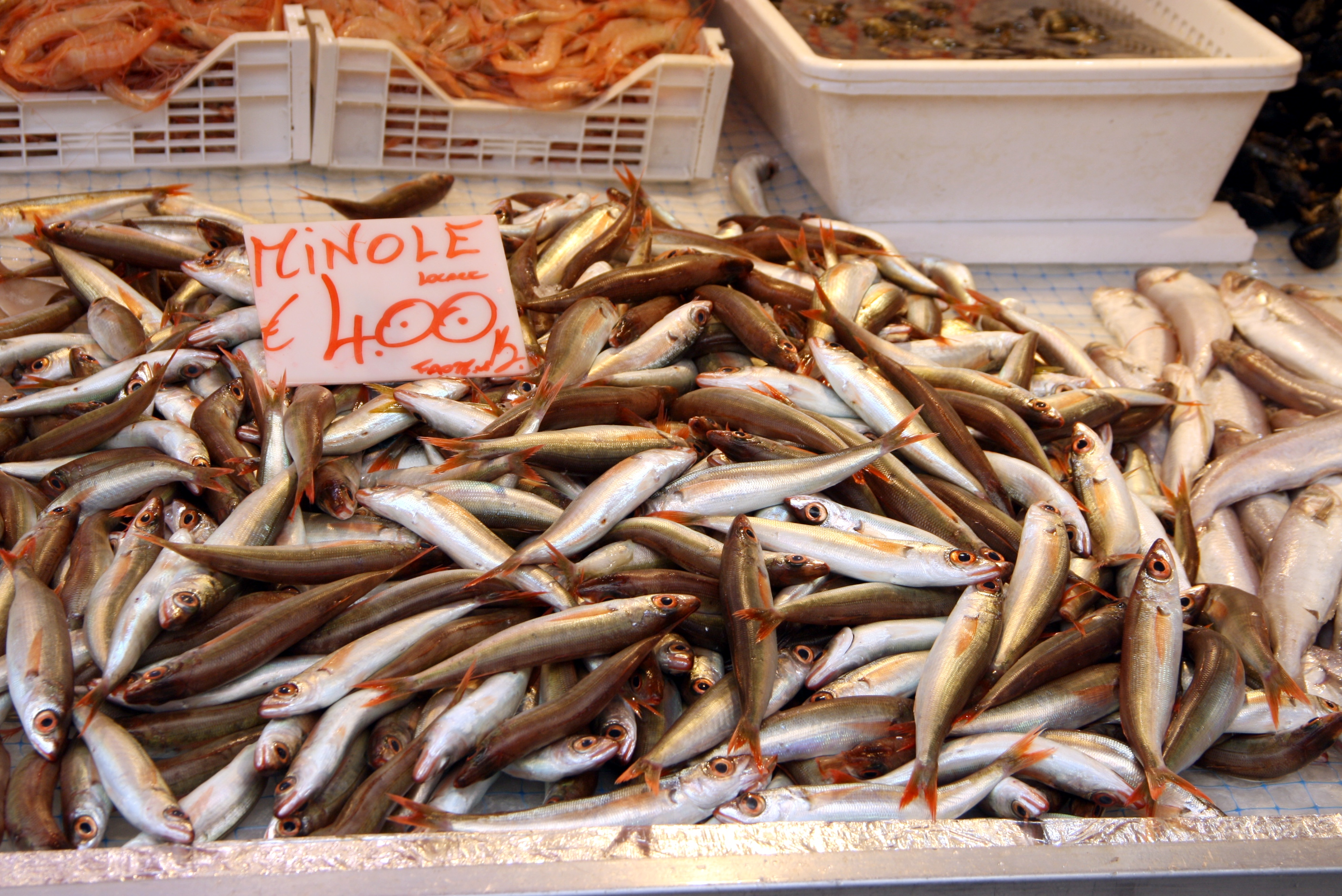
Exemplars a la venda a un mercat de l'illa d'Ortígia (província de Siracusa, Itàlia)

La xucla, xucla vera, la caua, la gerla (Bal. gèl·lera), el mata-soldats i, a tort el gerret o gerret imperial (Spicara maena) és una espècie de peix de la família dels centracàntids.

## Ictionímia
A causa de l'accentuat polimorfisme d'aquesta espècie, en funció de l'edat, el sexe i l'estat de maduració sexual, la majoria de les llengües parlades a les costes de la Mediterrània han generat una profusió de noms vulgars per designar els seus variats aspectes, i concomitantment els ictiòlegs del segle xix distingiren una sèrie de suposades espècies (Maena jusculum, Maena osbeckii, Maena vomerina, Maena vulgaris, etc.) que no són sinó diverses fases de desenvolupament i d'exhibició de lliurees.

## Descripció
La llargada màxima de les femelles és de 21 cm i la dels mascles de 24 cm. Cap relativament petit (la seva llargada és sempre inferior a l'altura del cos) i amb dents nombroses i ben desenvolupades sobre el vòmer. Les proporcions del cos són força variables: els joves són molt més allargats, car l'altura màxima està compresa unes 4 vegades en la longitud total (valor que en les femelles adultes es redueix a 3,75 i en els mascles adults a 3,5). Els mascles adults tenen aspecte geperut perquè el perfil superior del cos està abombat sobre la nuca. Aleta dorsal amb 11 radis espinosos i 12 radis tous, i a diferència de Spicara flexuosa el seu perfil superior no és convex, sinó gairebé rectilini. Aleta anal amb 3 espines i 9-10 radis tous. Els joves immadurs tenen un color general blavós. Les femelles presenten el dors blavenc (algunes vegades tirant a verdós) i sobre els costats el color passa gradualment al blanquinós argentat. La línia lateral, que és molt visible, és de color bru. El color dels mascles és molt més intens i fosc, quasi negrós en els més vells. Quan vesteixen la lliurea nupcial els colors esdevenen esplendents: una banda blava s'estén des del musell fins al marge posterior de l'ull i sobre les peces operculars hi ha ratlles blaves i grogues.

## Reproducció
És de fecundació externa i un hermafrodita proterogínic (abans femella i després mascle). La reversió sexual es produeix en assolir els 10,9 cm de longitud al nord-est de la Mediterrània.

## Alimentació i depredadors
Menja zooplàncton i el seu nivell tròfic és de 3,23. És depredat pel lluç europeu (Merluccius merluccius), a l'Estat espanyol per la rata de mar (Uranoscopus scaber) i a Grècia pel músic (Serranus hepatus).

## Hàbitat i distribució geogràfica
És un peix marí, pelàgiconerític (entre 30 i 130 m de fondària) i de clima subtropical (47°N-28°N, 19°W-42°E), el qual viu a sobre els alguers de posidònia, fons rocallosos i fangosos fins a un centenar de metres de fondària des de les costes atlàntiques de Portugal, el Marroc i les Illes Canàries fins a la mar Mediterrània i la mar Negra, incloent-hi el corrent de les Canàries, Gibraltar, l'Estat espanyol, les illes Balears, Algèria, Tunísia, França, Mònaco, Còrsega, Sardenya, Sicília, la Itàlia continental, Malta, Líbia, Eslovènia, Croàcia, Bòsnia i Hercegovina, Montenegro, Albània, Grècia, el mar de Màrmara, la mar Egea, Creta, Xipre, Egipte, Israel, el Líban, Síria, Turquia, Bulgària, Romania, Geòrgia i Ucraïna.

## Observacions
És inofensiu per als humans i el seu índex de vulnerabilitat és de baix a moderat (33 de 100).